# Grüner Strom Label
Grüner Strom Label e. V. ist ein Verein zur Zertifizierung von Ökostrom und Biogas. Der Sitz des Vereins ist in Bonn. Er wurde im Dezember 1998 auf Initiative von Eurosolar gegründet. Das Grüner Strom-Label (Eigenschreibweise: Grüner Strom) war 1999 das erste derartige Siegel in Deutschland. 2013 wurde das Siegel Grünes Gas eingeführt.
Beide Gütesiegel sind die einzigen in Deutschland, die von Umweltverbänden getragen werden. Ziel der Zertifizierung ist, durch die Kennzeichnung empfehlenswerter Produkte für mehr Transparenz im Ökostrom- und Biogasmarkt zu sorgen und eine ökologische Energieversorgung zu fördern.

## Träger
Der Verein wird von 6 Verbänden für Umwelt und Verbrauchern getragen:
- Eurosolar
- Bund für Umwelt und Naturschutz Deutschland (BUND)
- Naturschutzbund Deutschland (NABU)
- Deutscher Naturschutzring (DNR)
- International Physicians for the Prevention of Nuclear War (Deutsche Sektion IPPNW)
- Verbraucher Initiative

## Vereinsziel
Der Verein möchte durch die Vergabe ihrer Label „Grüner Strom-Label“ und „Grünes Gas-Label“ für Orientierung für Verbraucher im Strom- und Gasmarkt zu bieten. Ziel ist hierbei stets die Förderung eine gesamte Umstellung der Energieversorgung auf erneuerbare Energien (Energiewende). Insbesondere soll diese Energieversorgung „naturverträglich, dezentral, bürgernah, gemeinwohlorientiert, fair und schadstofffreie“ sein. Der Fördervertrag, der pro verbrauchter kWh Gas oder Strom vorgesehen ist, soll diesem Ziel weiter dienen.

## Ökostromlabel Grüner Strom

Das Grüner Strom-Label

Folgende zentrale Kriterien sind laut Kriterienkatalog Grundvoraussetzung für eine Zertifizierung:
- Der Strom muss zu 100 % aus erneuerbaren Quellen stammen (aus bereits existierenden oder neuen Kraftwerken)
- Der Stromanbieter muss Energiewende-Projekte mit einem festen Betrag je verkaufter Kilowattstunde fördern. Bei Endkunden mit einem Verbrauch
  - bis 10.000 kWh pro Jahr: 0,5 Cent pro kWh
  - zwischen 10.000 kWh und 100.000 kWh pro Jahr: 0,4 Cent pro kWh
  - zwischen 100.000 kWh und 3.000.000 kWh pro Jahr: 0,2 Cent pro kWh
  - ab 3.000.000 kWh pro Jahr: 0,1 Cent pro kWh

- Unternehmen, die selbst Atomkraftwerke betreiben beziehungsweise an einem solchen direkt beteiligt sind, erhalten das Label nicht.
- Unternehmen, die bis zum Stichtag 1. Januar 2027 noch ein Kohlekraftwerk betreiben oder an einer Betreibergesellschaft beteiligt sind, erhalten das Label nicht.
- RECS-Zertifikate sind als Nachweis der Lieferverpflichtung nicht zugelassen.

Mit dem überwiegenden Teil der Förderbeträge werden Energiewende-Projekte bezuschusst oder co-finanziert. Hierunter fallen Projekte aus allen Bereichen der Energiewende. Insbesondere können Förderungen dazu genutzt werden, Anlagen weiterzubetreiben, die keine Vergütung mehr über das Erneuerbare-Energien-Gesetz erhalten. Darüber hinaus zählen Infrastrukturprojekte, Energieeffizienzprojekte und Mobilitäts-, Wärme- und Artenschutzprojekte etc. als förderfähig. Die Stromanbieter sind dazu verpflichtet, Informationen über die geförderten Projekte zu veröffentlichen. Zusätzlich erfasst der Grüner Strom Label e. V. ausgewählte Projekte auf seiner Internetseite.
Im Jahr 2023 trugen 210 Ökostromtarife das Grüner Strom-Label.

### Zertifizierung von Produkten
Das Grüner Strom-Label ist ein Produktlabel. Somit werden einzelne Stromprodukte mit dem Grüner Strom-Label zertifiziert.
Energieversorgungsunternehmen können also neben Stromprodukten, die mit dem Grüner Strom-Label zertifiziert sind, auch nicht-regenerative Stromprodukte im Angebot haben. Ein direktes Betreiben von Atomkraftwerken ist jedoch nicht erlaubt. Auch neue Beteiligungen an Kohlekraftwerken sind nicht erlaubt. Ab dem 31. Dezember 2026 sind direkte Beteiligungen an Kohlekraftwerken für Energienabieter, die einen Grüner Strom oder Grüner Gas-Label zertifizierten Vertrag führen, generell nicht mehr zulässig.

### Zertifizierung von regionalen Produkten
Ergänzend zur Stromlieferung aus erneuerbaren Energien kann Regionalität als zusätzliches Kriterium der Beschaffungsqualität von Energieunternehmen erfüllt werden.

### Absatz von Grüner Strom-zertifiziertem Ökostrom
Im Rahmen der Zertifizierung wurden im Jahr 2022 2,2 Terawattstunden Ökostrom an Endverbraucher geliefert. Die Menge an Ökostrom, die mit dem Grüner Strom-Label vermarktet wird, steigt somit seit 2016 stetig an.

### Investitionen durch das Grüner Strom-Fördermodell
Die wachsende zertifizierte Strommenge führt zu steigenden Investitionsbeträgen. Seit Beginn der Zertifizierung investierten die Stromanbieter im Rahmen ihrer Grüner Strom-Produkte seit 1999 über 96 Millionen Euro. Dies entspricht einer Gesamtinvestition durch Kofinanzierungen von schätzungsweise 580 Millionen Euro in Energiewende-Projekte.
Über 1.900 Energiewende-Projekte, wie Photovoltaik- oder Windanlagen, aber auch Projekte aus den Bereichen Energieeffizienz und E-Mobilität wurden durch das Grüner Strom-Zertifizierungsmodell bisher initiiert. Tab. 1 zeigt die Anzahl geförderter Projekte seit 2010.
| Jahr | Akkumulierte Anzahl | Anzahl | Photovoltaik | Windenergie | Biomasse | Wasserkraft | Energieeffizienz             | Energieinfrastruktur         | Mobilitätswende              | Thermische Energieerzeugung  | Grüne Wasserstofferzeugung   | Naturschutz                  | Sonstige Energiewendeprojekte |
| ---- | ------------------- | ------ | ------------ | ----------- | -------- | ----------- | ---------------------------- | ---------------------------- | ---------------------------- | ---------------------------- | ---------------------------- | ---------------------------- | ----------------------------- |
| 1999 | 22                  | 22     | 11           | 4           | 5        | 2           | -                            | -                            | -                            | -                            | -                            | -                            | 0                             |
| 2000 | 68                  | 46     | 29           | 10          | 5        | 2           | -                            | -                            | -                            | -                            | -                            | -                            | 0                             |
| 2001 | 163                 | 95     | 82           | 8           | 3        | 1           | -                            | -                            | -                            | -                            | -                            | -                            | 1                             |
| 2002 | 262                 | 99     | 90           | 5           | 3        | 1           | -                            | -                            | -                            | -                            | -                            | -                            | 0                             |
| 2003 | 347                 | 85     | 80           | 0           | 3        | 1           | -                            | -                            | -                            | -                            | -                            | -                            | 1                             |
| 2004 | 438                 | 91     | 87           | 2           | 0        | 2           | -                            | -                            | -                            | -                            | -                            | -                            | 0                             |
| 2005 | 501                 | 63     | 57           | 4           | 0        | 0           | -                            | -                            | -                            | -                            | -                            | -                            | 2                             |
| 2006 | 590                 | 89     | 87           | 0           | 2        | 0           | -                            | -                            | -                            | -                            | -                            | -                            | 0                             |
| 2007 | 645                 | 55     | 52           | 2           | 0        | 1           | -                            | -                            | -                            | -                            | -                            | -                            | 0                             |
| 2008 | 751                 | 106    | 104          | 0           | 0        | 2           | -                            | -                            | -                            | -                            | -                            | -                            | 0                             |
| 2009 | 807                 | 56     | 51           | 0           | 2        | 1           | -                            | -                            | -                            | -                            | -                            | -                            | 2                             |
| 2010 | 879                 | 72     | 64           | 4           | 2        | 0           | Neue Kategorisierung ab 2011 | Neue Kategorisierung ab 2011 | Neue Kategorisierung ab 2011 | -                            | -                            | -                            | 2                             |
| 2011 | 938                 | 59     | 39           | 10          | 1        | 1           | 0                            | 0                            | 4                            | -                            | -                            | -                            | 4                             |
| 2012 | 994                 | 56     | 45           | 5           | 0        | 0           | 1                            | 1                            | 0                            | -                            | -                            | -                            | 4                             |
| 2013 | 1047                | 53     | 31           | 5           | 1        | 1           | 3                            | 2                            | 2                            | -                            | -                            | -                            | 8                             |
| 2014 | 1124                | 77     | 44           | 10          | 1        | 0           | 4                            | 2                            | 3                            | -                            | -                            | -                            | 13                            |
| 2015 | 1229                | 105    | 51           | 20          | 1        | 0           | 9                            | 4                            | 10                           | -                            | -                            | -                            | 10                            |
| 2016 | 1349                | 120    | 70           | 10          | 0        | 3           | 8                            | 6                            | 5                            | -                            | -                            | -                            | 18                            |
| 2017 | 1432                | 83     | 37           | 3           | 0        | 1           | 7                            | 19                           | 6                            | Neue Kategorisierung ab 2018 | Neue Kategorisierung ab 2018 | Neue Kategorisierung ab 2018 | 10                            |
| 2018 | 1601                | 169    | 62           | 5           | 1        | 1           | 11                           | 49                           | 7                            | 0                            | 0                            | 1                            | 32                            |

* Jahresscharfe Angaben zu Anzahl der Förderprojekte und Höhe der Investitionen liegen in der Regel drei Jahre nach Generierung der Fördergelder vor: Fördergelder müssen nach Erhalt innerhalb von zwei Jahren investiert worden sein und im darauffolgenden Jahr findet die Prüfung statt.

## Biogaslabel Grünes Gas

Das Grünes Gas-Label

Zum Juni 2013 startete das Grünes Gas-Label. Das Gütesiegel erhalten Gasprodukte, bei denen die Produktion, die Verwendung und der Vertrieb des Biogases den Anforderungen des Kriterienkatalogs genügen. Das bedeutet insbesondere, dass das angebotene Gasprodukt einen Mindestanteil von 10 % Biogas und synthetisch produzierte oder grüne Gase enthält. Die Kriterien an Gasprodukte, die das Grünes Gas-Label tragen, lauten weiterhin:
- Kompensationsmodelle qualifizieren kein Biogas.
- Die ökologisch verträgliche Erzeugung von echtem Biogas durch den effizienten Einsatz vorhandener Rohstoffe muss garantiert werden.
- Das Biogas muss ökologisch verträglich erzeugt werden (z. B. dürfen wertvolle Lebensräume nicht in Monokulturen umgewandelt werden).
- Es muss sich um Biogas (Biomethan) aus biogenen Reststoffen oder Klärschlamm handeln. Biogas aus nachwachsenden Rohstoffen (NawaRo) wird nur unter strengsten Auflagen anerkannt.
- Deponie- oder Grubengas wird nicht anerkannt.
- Es sollen vorrangig Rohstoffe aus der Region genutzt werden (Rohstoff-Transporte über 50 Kilometer hinaus werden negativ bewertet).
- Die Gasanbieter müssen die Produktzusammensetzung transparent machen (mind. 10 % zertifiziertes Biogas).
- Pro gelieferter Kilowattstunde muss ein Förderbetrag von mindestens 0,2ct/kWh in Energiewende-Projekte investiert werden.

Insbesondere genügt zur Zertifizierung nicht eine Ausweisung von Biogas gemäß Energiewirtschaftsgesetz. Derzeit ist das Grünes Gas-Label das einzige Biogas-Gütesiegel, das von Umwelt- und Verbraucherorganisationen getragen wird.

### Absatz von Grünes Gas-zertifiziertem Gas
Seit dem 1. Januar 2014 sind Biogas-Produkte mit dem Label zertifiziert. Im Jahr 2020 haben über 35.000 Verbraucher Biogas nach Grünes Gas-Standards bezogen. Der Gasabsatz insgesamt lag bei etwa 430.000.000 kWh. Im Jahresmittel waren 18,5 % des gesamten Gasabsatzes Biomethan, das entspricht etwa 79.780.000 kWh.